# Robert Tomaszek
Robert Tomaszek (* 16. Juni 1981 in Bydgoszcz) ist ein ehemaliger deutsch-polnischer Basketballspieler. Tomaszek wurde in Polen geboren, er lebte mit seiner Familie seit 1987 in Deutschland. In seiner neuen Heimat kam er mit dem Basketballsport in Kontakt. Nach insgesamt fünf Jahren in den Vereinigten Staaten, wo er studierte und der Mannschaft der Texas Tech University angehörte, kehrte er 2004 als Profi zunächst nach Deutschland zurück, bevor er in der Folge in Tschechien, der Ukraine und seinem Geburtsland spielte. In der Basketball-Bundesliga bestritt er insgesamt 79 Spiele.

## Karriere
Tomaszek, der 1987 mit seinen Eltern nach Deutschland gekommen war, begann das Basketballspielen in Deutschland und spielte zuletzt in den Jugendmannschaften der BSG Bremerhaven, bevor er 1999 für ein Austauschjahr an die Aspen High School im gleichnamigen Ort im US-Bundesstaat Colorado ging. Hier widmete er sich verstärkt dem Basketball, obwohl ihm sein Trainer zunächst davon abriet, ein Stipendium an einer Universität der NCAA Division I zu suchen. So blieb Tomaszek nach der Highschool in den USA und folgte dem Ratschlag seines Trainers insoweit, als dass er zunächst ein Studium am Eastern Wyoming College begann, einem Community College in Torrington. Hier spielte für die Hochschulmannschaft Lancers in der „National Junior Collegiate Athletic Association“ (NJCAA). Nach zwei Jahren hatte er dann 2002 die Möglichkeit, sein Studium und seine Hochschulbasketball-Karriere an der Texas Tech University in Lubbock fortzusetzen, deren Hochschulmannschaft Red Raiders in der NCAA Division I damals von dem renommierten, aber auch kontroversen Trainer Bobby Knight trainiert wurde. 2003 reichte es für die Mannschaft aus der Big 12 Conference beim National Invitation Tournament nach einer knappen Niederlage mit einem Punkt Differenz im Halbfinale gegen den späteren Sieger Red Storm der St. John’s University (New York) zu einem dritten Platz. Die Red Storm mussten später den Titel wieder zurückgeben, da sie einen nicht spielberechtigten Spieler eingesetzt hatten. Ein Jahr später erreichten die Red Raiders wieder die landesweite NCAA-Endrunde, in der man jedoch in der zweiten Runde gegen die in ihrer Regionalgruppe höchstgesetzten Hawks der Saint Joseph’s University unterlag.
Zwar reichte es für Tomaszek nach den zwei Jahren in der NCAA Division I nicht für seinen großen Traum NBA, doch er begann nach dem Ende seines Studiums 2004 eine Karriere als Profi. Nach Probetrainings in Spanien und Italien kehrte er zunächst nach Bremerhaven zurück, wo er mit den Eisbären, der professionellen Mannschaft seines ehemaligen Vereins, in der 2. Basketball-Bundesliga 2004/05 nach nur zwei Saisonniederlagen den Aufstieg in die höchste deutsche Spielklasse schaffte. Trotz ordentlicher Werte in seinem ersten Profijahr fand Tomaszek keine Einigung mit seinem Heimatverein über einen Platz im Erstligakader. Nach dem Vorspielen in der NBA Summer League 2005 konnte er sich auch beim französischen Rekordmeister ASVEL Lyon-Villeurbanne nicht für einen Vertrag empfehlen. Zu Beginn der Saison 2006/07 hatte er zunächst einen Vertrag beim BK Kondoři aus Liberec in der tschechischen NBL, bevor er im Januar 2007 zum Ligakonkurrenten aus Prostějov wechselte. Mit diesem Verein erreichte er die Vizemeisterschaft hinter Titelverteidiger ČEZ Nymburk. Nach einer weiteren Saison in Prostějov wechselte Tomaszek selbst zum Serienmeister aus Nymburk, mit dem er am Ende der Saison 2008/09 erneut die Meisterschaft gewann.
Zu Beginn der Saison 2009/10 stand Tomaszek zunächst im ukrainischen Simferopol unter Vertrag, bevor er in sein Geburtsland zurückkehrte und sich PBG Basket aus Posen anschloss. In der Qualifikation für die Meisterschafts-Play-offs scheiterte man am Saisonende an Energa Czarni Słupsk. In der folgenden Saison spielte Tomaszek dann für den Ligakonkurrenten PGE Turów aus Zgorzelec an der deutschen Grenze gemeinsam mit Konrad Wysocki, der als Deutsch-Pole einen ähnlichen Karriereweg wie Tomaszek hatte. Mit PGE Turów erreichte er die Vizemeisterschaft 2011 in der Polska Liga Koszykówki, nachdem man Serienmeister Asseco Prokom Gdynia in der Finalserie knapp in sieben Spielen unterlag. Zur Saison 2011/12 kehrte Tomaszek nach Deutschland zurück und unterschrieb einen Vertrag beim Erstliga-Aufsteiger s.Oliver Baskets aus Würzburg, die überraschend bis ins Halbfinale der Meisterschafts-Play-offs einzogen. Tomaszek kam im Laufe der Bundesliga-Saison 2011/12 auf 41 Einsätze für Würzburg und erzielte im Mittel 3,5 Punkte sowie 2,5 Rebounds je Begegnung. Er verließ Deutschland wieder und spielte in der Saison 2012/13 für Energa Czarni aus Słupsk erneut in Polen, das jedoch in der ersten Play-off-Runde knapp in fünf Spielen gegen den späteren neuen Meister Stelmet Zielona Góra unterlag. Sein ehemaliger Würzburger Trainer John Patrick holte ihn dann zur Bundesliga-Saison 2013/14 wieder in die höchste deutsche Spielklasse, in der er für dessen neuen Verein MHP Riesen aus Ludwigsburg auflief. Tomaszek erreichte mit Ludwigsburg das Viertelfinale um die deutsche Meisterschaft, in 38 Einsätzen trug er zu diesem Abschneiden im Schnitt 2,1 Punkte sowie 1,6 Rebounds bei.
Bis zum Ende seiner Laufbahn als Berufsbasketballspieler war er nach seinem Abschied aus Ludwigsburg wieder in Polen beschäftigt. 2017 wurde er in seinem letzten Profijahr Dritter der polnischen Meisterschaft.